# エヴァーグリーン・エンタテイメント
エヴァーグリーン・エンタテイメント（英: Ever Green Entertainment Co.,Ltd.）は、日本の東京都渋谷区に本社を置く芸能事務所及びモデル事務所。
本項ではグループ会社のエヴァーグリーン・クリエイティブについても記述する。

## 概説
バーニングプロダクションで松雪泰子、内田有紀や郷ひろみのマネージャーをしていた中田茂が設立した。
同事務所からの信頼が厚く、かつては提携でWaTの小池徹平などのマネジメントも担当していた。

## 略歴
- 2002年10月 - 有限会社として設立。所在地は東京都港区北青山 3-12-7 カプリース青山 708[1]。
- 2007年5月頃 - 所在地を東京都港区北青山 3-12-7 カプリース青山 1009へ移す[2]。
- 2010年7月頃 - 所在地を東京都港区北青山3-12-9 青山花茂ビル8Fへ移す[3]。
- 2011年1月 - 株式会社化と同時にエヴァーグリーン・クリエイティヴを設立[4]。
- 2018年6月頃 - 所在地を東京都港区南青山2-27-20 VORT外苑前II6Fへ移す。[5]
- 2023年1月 - 所在地を東京都渋谷区神宮前3-1-30 H¹O青山 office 602へ移す。

## 主な所属タレント
Ever Green Entertainment
- 岡本玲
- 溝端淳平
- 池田エライザ
- 佐藤祐基
- 岡本夏美
- 佐野岳
- 栗原類
- 吉村界人
- 小久保寿人
- 渡辺美奈代
- 加藤あい
- ウエンツ瑛士 （業務提携）
- 内田有紀 （業務提携）
- 郷ひろみ （業務提携）

Creator
- 常間地裕
- カジワラタクト
- 谷碧仁 （業務提携）

Junior model
- 広瀬まのか
- 伊藤沙音
- 俵積田小春
- 若松美咲
- 久野渚夏

E-Next
- 中西美帆
- 木越明
- 村田凪
- 山下春香
- 東景一朗
- 山形美智子
- 川辺慶乃
- 今井柊斗
- 髙橋美虹
- 成瀬凜
- 宮﨑えみり
- 井野口らら
- 倉田萌衣
- 小川涼

## 主な過去の所属タレント
- 青坂奈々
- 秋元龍太朗
- 石川紗都美[6]
- 伊藤梨沙子[7]
- 井之上史織[8]
- 内田有紀[9][10]
- 岡本紗里[10]
- 押田岳
- 樫本琳花
- 上遠野太洸
- 川島麻利
- 川瀬南[11]
- 小池徹平[9][12]
- 古賀哉子
- 斉川あい[13]
- さいとうなり[14]
- 坂田梨香子
- 佐藤祐羅
- 菅谷哲也
- 鈴木かすみ[15]
- 鈴木勝大
- 竹田美沙紀
- 立石晴香[16]
- 反田有沙[17]
- 十條莉緒
- 林チカラ（旧芸名：CHIKARA[18]）
- 中島はるみ
- 仲程仁美[19]
- 浜田ブリトニー
- 広村美つ美
- 藤嵜亜莉沙
- 矢作穂香[20]（旧芸名：未来穂香[21][22][23][24]）
- 向井亜紀
- yu-yu[25]
- 柳ゆり菜[26]
- 山田みなみ[10]
- 山本裕典[27]
- 若林真帆
- 渡辺梨夏子[28]